# Zizhi Tongjian
Zizhi Tongjian (chinês tradicional: 資治通鑑, pinyin: Zīzhì Tōngjiàn, Wade–Giles: Tzŭ1-chih4 t'ung1-chien4, lit. ‘Espelho Abrangente em Auxílio da Governança’) é uma obra pioneira na historiografia chinesa, publicada em 1084 AD durante a dinastia Song do Norte na forma de uma crônica registrando a história chinesa de 403 AC a 959 AD, abrangendo 16 dinastias e com quase 1400 anos de duração. O texto principal está organizado em 294 rolos (juan chinês tradicional: 卷, equivalente a um capítulo), totalizando cerca de 3 milhões de caracteres chineses.
Em 1065 AD, Yingzong de Song comissionou seu oficial, Sima Guang (1019–1086 AD), para liderar um projeto de compilar uma história universal da China, e concedeu-lhe financiamento e autoridade para nomear sua própria equipe. Sua equipe levou 19 anos para completar o trabalho e em 1084 AD foi apresentado ao sucessor do Imperador Yingzong, Shenzong de Song. Foi bem recebido e tem se mostrado imensamente influente tanto entre os estudiosos quanto entre o público em geral. Endymion Wilkinson o considera como uma referência de qualidade: "Teve uma enorme influência na escrita histórica chinesa posterior, seja diretamente ou através de suas muitas abreviações, continuações e adaptações. Continua sendo uma referência extraordinariamente útil para uma cobertura rápida e confiável de eventos em um período específico", enquanto Achilles Fang escreveu "[Zizhi Tongjian], e suas numerosas reorganizações, abreviações e continuações, foram praticamente as únicas histórias gerais com as quais a maioria do público leitor da China pré-Revolucionária estava familiarizada."

## O texto

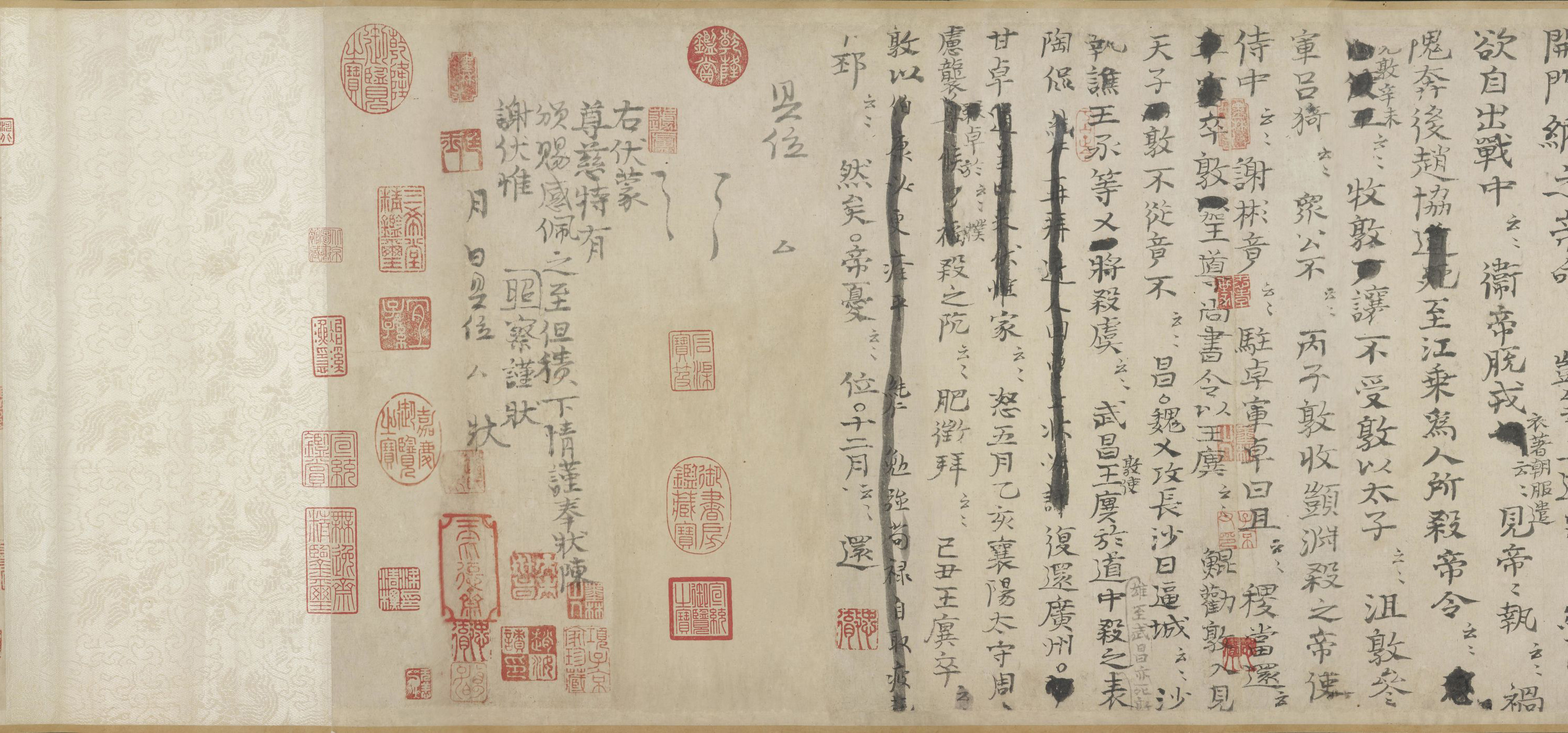
Seção de um dos rolos originais do Zizhi Tongjian

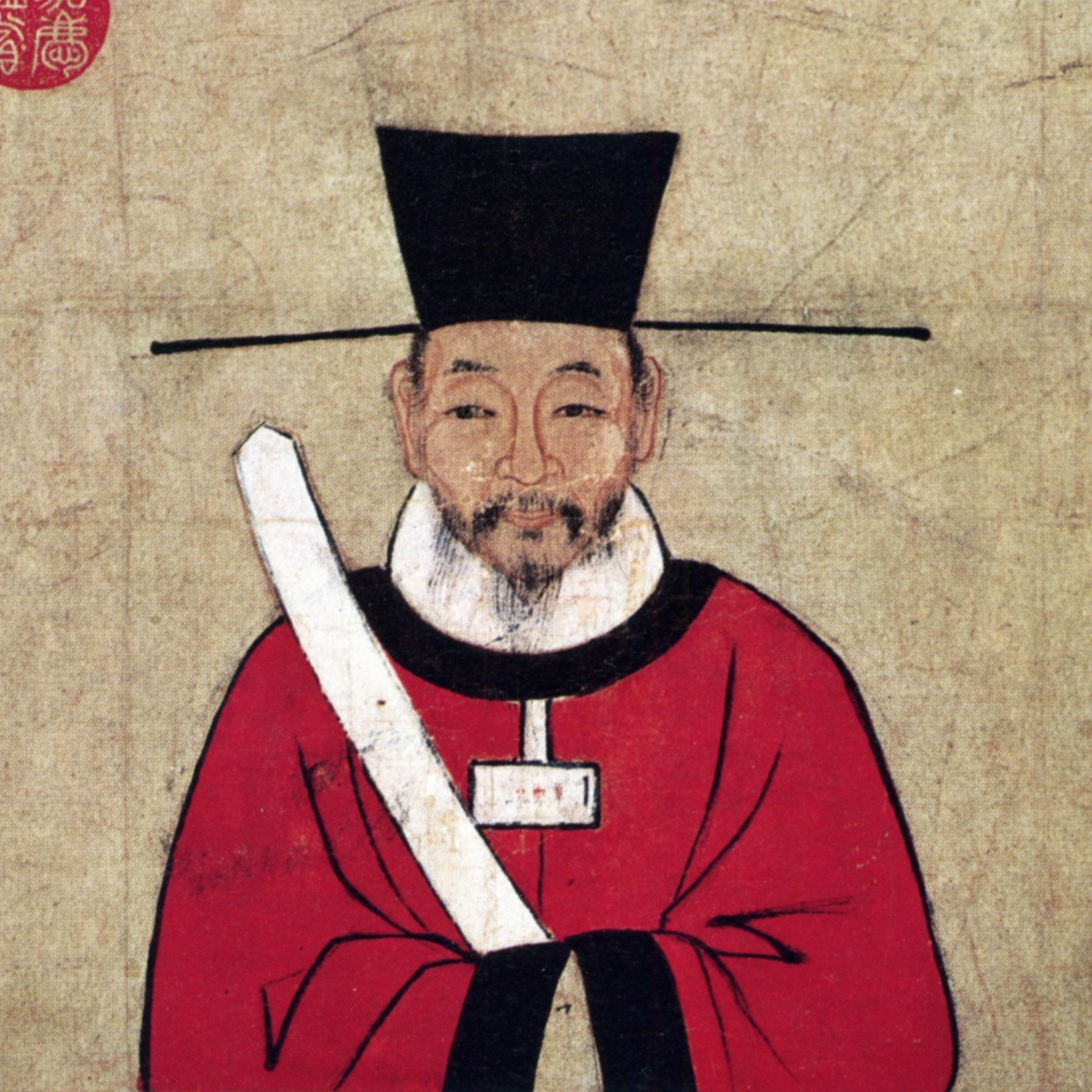
Sima Guang

O texto principal do Zizhi Tongjian de 294 rolos é uma narrativa cronológica ano a ano da história da China, abrangendo muitos períodos históricos chineses (Estados Combatentes, Qin, Han, Três Reinos, Jin e os Dezesseis Reinos, dinastias do Sul e do Norte, Sui, Tang, e Cinco Dinastias), complementado por duas seções de 30 rolos cada—tabelas mulu (chinês: 目錄) e análise crítica kaoyi (chinês: 考異).
Sima Guang se afastou do formato usado nas histórias dinásticas tradicionais chinesas, que consistiam principalmente em anais (chinês tradicional: 紀) de governantes e biografias (chinês tradicional: 傳) de oficiais. Isso representou uma mudança de um estilo biográfico (chinês tradicional: 紀傳體) para um estilo cronológico (chinês tradicional: 編年體). Guang mesmo escreveu em uma memorial ao Imperador: "Desde que era criança, percorri as histórias. Pareceu-me que no formato anual-biográfico as palavras são tão difusas e numerosas que mesmo um erudito que as lê, repetidamente, não consegue compreendê-las e ordená-las. ... Tenho desejado constantemente escrever uma história cronológica aproximadamente de acordo com o formato do Tso-chuan (左傳), começando com os Estados Combatentes e descendo até as Cinco Dinastias, recorrendo a outros livros além das Histórias Oficiais e incluindo tudo que um governante deveria saber—assuntos relacionados com o surgimento e queda das dinastias e conectados com as alegrias e tristezas do povo, e dos quais o bem pode se tornar um modelo e o mal um aviso."
Inicialmente, Sima Guang contratou Liu Shu (chinês: 劉恕) e Zhao Junxi como seus principais assistentes, mas Zhao foi logo substituído por Liu Ban (chinês: 劉攽), um especialista em história Han. Em 1070, o Imperador Shenzong aprovou o pedido de Guang para adicionar Fan Zuyu (chinês: 范祖禹), um especialista em história Tang. Como o Zizhi tongjian é uma destilação de um grande número (322) de fontes históricas díspares, os processos de seleção, elaboração e edição utilizados na criação da obra, bem como os possíveis preconceitos políticos de Sima Guang, em particular, têm sido objeto de debate acadêmico.

## Obras Derivadas e Comentadas
No século XII, Zhu Xi produziu uma versão reeditada e condensada do Zizhi Tongjian, conhecida como Tongjian Gangmu, ou Zizhi Tongjian Gangmu (chinês tradicional: 通鑒綱目). Essa versão foi posteriormente traduzida para a língua manchu como ᡨᡠᠩ
ᡤᡳᠶᠠᠨ
ᡬᠠᠩ
ᠮᡠ (Transliteração: Tung giyan g'ang mu), a pedido do Imperador Kangxi da dinastia Qing. Essa versão manchu foi posteriormente traduzida para o francês pelo missionário jesuíta Joseph-Anne-Marie de Moyriac de Mailla. Sua tradução em doze volumes, "Histoire générale de la Chine, ou Annales de cet Empire; traduit du Tong-kien-kang-mou par de Mailla" foi publicada postumamente em Paris em 1777–1783. O Tongjian Gangmu condensado também foi a principal fonte para "Textes Historiques", uma história política da China desde a antiguidade até 906 EC publicada em 1929 por outro missionário jesuíta francês, Léon Wieger.
A edição da Zhonghua Shuju contém críticas textuais feitas pelo historiador da dinastia Yuan, Hu Sanxing. O filósofo Wang Fuzhi também escreveu um comentário sobre o Tongjian, intitulado "Comentários após a leitura do Tongjian" (chinês tradicional: 讀通鑑論, pinyin: Du Tongjian Lun).
O historiador Rafe de Crespigny publicou traduções anotadas dos capítulos 54–59 e 59–69 sob os títulos "Imperador Huan e Imperador Ling" e "Para Estabelecer a Paz" (Australian National University), respectivamente, cobrindo 157–220 EC, baseando-se na publicação da tradução anotada de Achilles Fang dos próximos dez capítulos (70–79) cobrindo até 265 EC. Existem também traduções autopublicadas para o inglês dos Capítulos 1–8, cobrindo os anos 403–207 a.C. e algumas seções adicionais relacionadas ao povo Xiongnu.

## Conteúdo

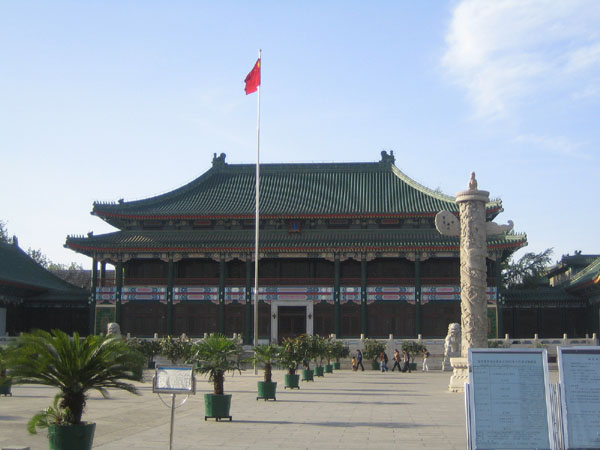
Os únicos oito capítulos sobreviventes do manuscrito original estão guardados na Biblioteca de Livros Antigos da Biblioteca Nacional da China, em Pequim

O livro consistia em 294 capítulos, dos quais o seguinte número descreve cada era dinástica respectiva:
1. 5 capítulos – Zhou (1046–256 a.C.)
2. 3 capítulos – Qin (221–207 a.C.)
3. 60 capítulos – Han (206 a.C. – 220 d.C.)
4. 10 capítulos – Wei (220–265)
5. 40 capítulos – Jin (266–420)
6. 16 capítulos – Liu Song (420–479)
7. 10 capítulos – Qi (479–502)
8. 22 capítulos – Liang (502–557)
9. 10 capítulos – Chen (557–589)
10. 8 capítulos – Sui (589–618)
11. 81 capítulos – Tang (618–907)
12. 6 capítulos – Liang do Sul (907–923)
13. 8 capítulos – Tang Posterior (923–936)
14. 6 capítulos – Jin do Sul (936–947)
15. 4 capítulos – Han Posterior (947–951)
16. 5 capítulos – Zhou Posterior (951–960)